# Contrat à exécution successive
Un contrat à exécution successive est un contrat dans lequel les obligations sont échelonnées dans le temps.
Dans cette sorte de contrat, les obligations sont susceptibles de résiliation (ex : contrat de travail, contrat de bail, bail civil, bail commercial).
Il s'oppose au contrat à exécution instantanée.

## En droit québécois
Le contrat à exécution successive est défini à l'article 1383 (2) du Code civil du Québec : « Le contrat à exécution successive est celui où la nature des choses exige que les obligations s’exécutent en plusieurs fois ou d’une façon continue ».